# Polonia w Szwajcarii

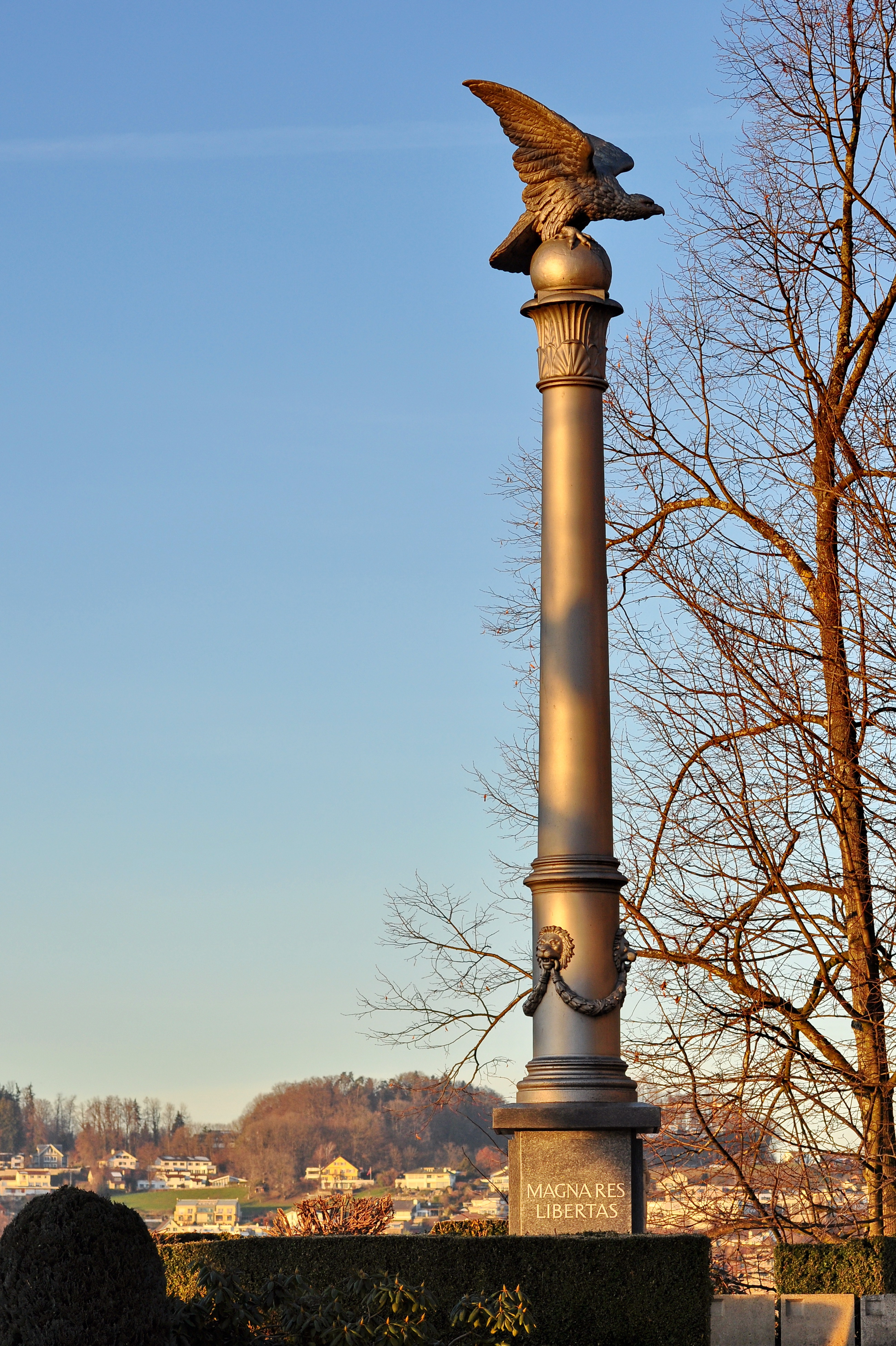
Kolumna Barska w Rapperswilu

Polonia w Szwajcarii – społeczność narodowości polskiej zamieszkująca terytorium Szwajcarii.

## Historia

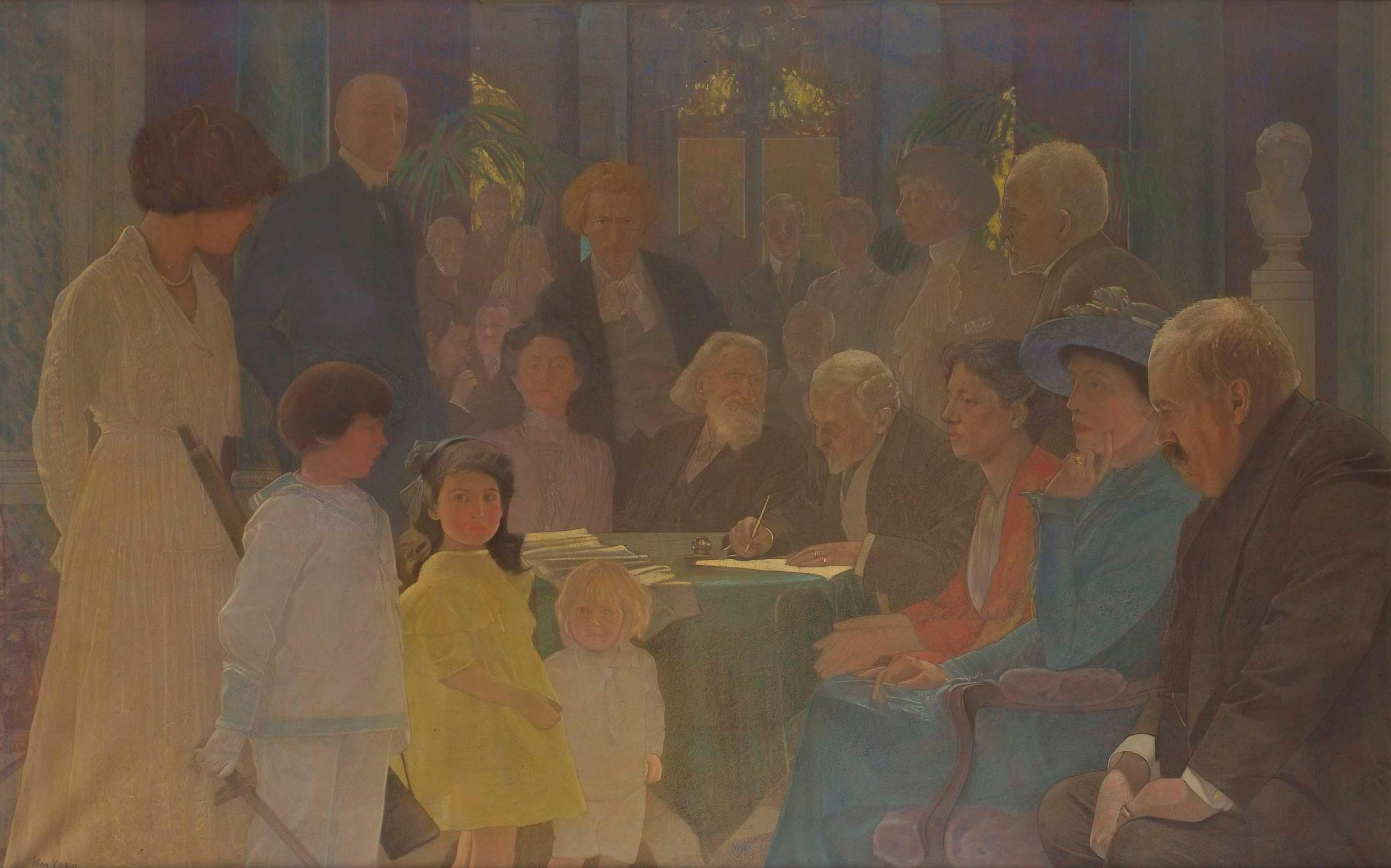
Leon Kaufmann, Zebranie członków Komitetu Generalnego Pomocy Ofiarom Wojny w Polsce, w Vevey w Szwajcarii, 1916 (w rzeczywistości spotkanie w tym składzie nie miało miejsca, ten zbiorowy portret jest wyobrażeniem artysty)

### Okres zaborów
W Solurze w Szwajcarii ostatnie lata życia spędził Tadeusz Kościuszko. W jego dawnym domu mieści się obecnie Muzeum Kościuszki.
Wielu Polaków trafiło do Szwajcarii w okresie Wielkiej Emigracji. W Rapperswilu w 1868 r. w stulecie zawiązania konfederacji barskiej staraniem polskich emigrantów odsłonięto Kolumnę Barską, a dwa lata później utworzono tu Muzeum Narodowe Polskie. W latach 1892–1896 w muzeum pracował i tworzył Stefan Żeromski.
W 1915 w Vevey Henryk Sienkiewicz i Ignacy Jan Paderewski założyli Szwajcarski Komitet Generalny Pomocy Ofiarom Wojny w Polsce. Henryk Sienkiewicz zmarł w Vevey w 1916 r.

### Polonia w latach 1918–1945
W 1936 w Morges zostało zawiązane z inicjatywy gen. Władysława Sikorskiego i Ignacego Jana Paderewskiego polityczne porozumienie Front Morges.

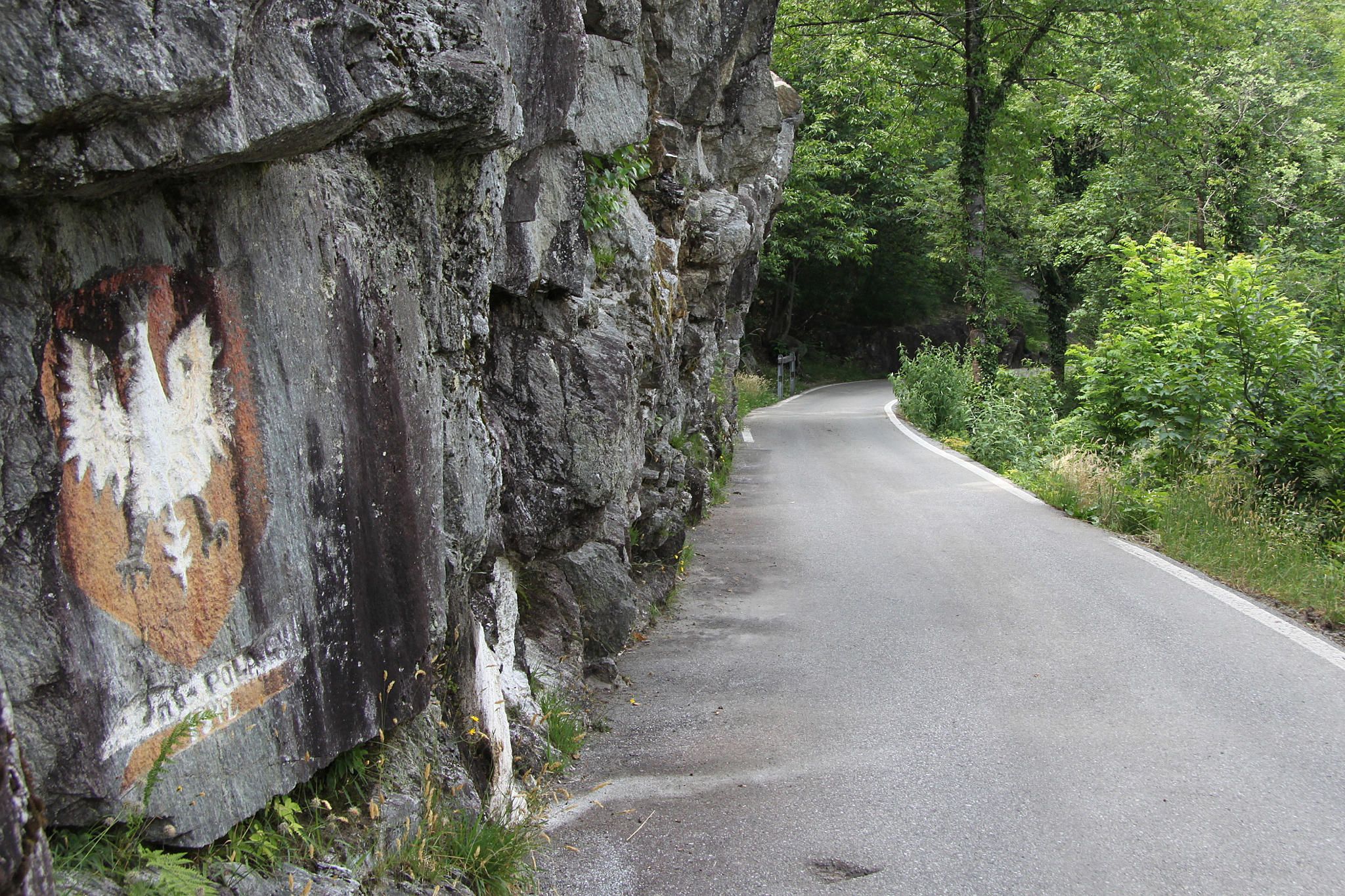
Polenweg w Losone ozdobiona godłem Polski

W 1940 internowano tu żołnierzy 2 Dywizji Strzelców Pieszych. Pamiątkami są tzw. Polenweg, czyli drogi zbudowane przez polskich żołnierzy w czasie internowania.

### Polonia po 1945 roku
Wywodzi się z trzech fal emigracyjnych: 
- osoby, które pozostały w Szwajcarii po II wojnie światowej (głównie byli żołnierze 2 Dywizji Strzelców Pieszych i nieliczni żołnierze 1 Dywizji Grenadierów[potrzebny przypis]),
- emigranci lat 60. i 70. (emigracja wywołana w jednej części tzw. "uchwałą żydowską" Rady Państwa PRL, w drugiej na tle ekonomicznym),
- emigracja lat 80., tzw. „emigracja solidarnościowa”, tj. osoby, które nie wróciły do kraju w związku z ogłoszeniem w Polsce stanu wojennego i pozostały w Szwajcarii bądź uzyskały tam azyl polityczny.

## Społeczność Polaków w Szwajcarii
Według szacunków Wydziału Konsularnego Ambasady RP w Bernie w 2002 roku społeczność Polaków w Szwajcarii liczy około 15–16 tysięcy przedstawicieli, zamieszkujących wszystkie części językowe i kantony.

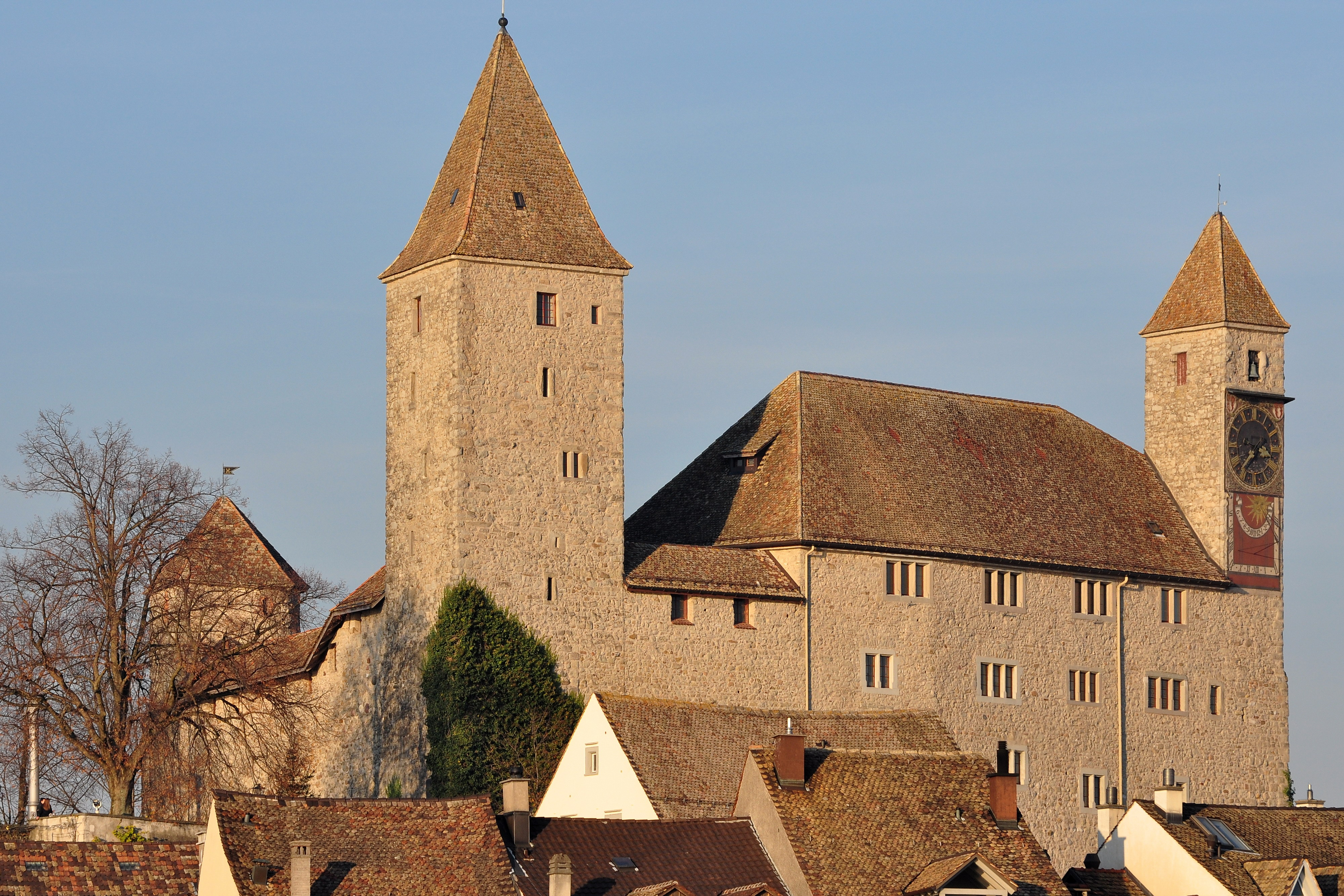
Muzeum Polskie w Rapperswilu

Największe skupiska Polaków zamieszkują okolice Zurychu i Winterthuru w niemieckojęzycznej Alemanii, nieco mniejsze natomiast we francuskojęzycznej Romandii w kantonach: Genewa i Vaud. Najmniejsza grupa polonijna zamieszkuje włoskojęzyczne Ticino. Zbiorowość Polaków w Szwajcarii charakteryzuje znane skądinąd rozbicie organizacyjne, które obok różnic pokoleniowych spotęgowane jest specyfiką miejscową (podział językowy według kantonów i regionalny). W ostatnich latach do najaktywniejszych organizacji polonijnych należały: Klub Polski w Genewie, Towarzystwo Polskie Winterthur, Klub Polski w Bernie, Polonijny Zespół Tańca „Lasowiacy”, Kabaret Trzy-Na-Stu z Winterthur. Dla Polonii, wiernych kościoła rzymskokatolickiego odbywają się w kościołach kilkunastu miast mszę w języku polskim. W języku polskim odbywają się również spotkania religijne innych wyznań (m.in. Świadków Jehowy).

## Wybrane postacie szwajcarskiej Polonii

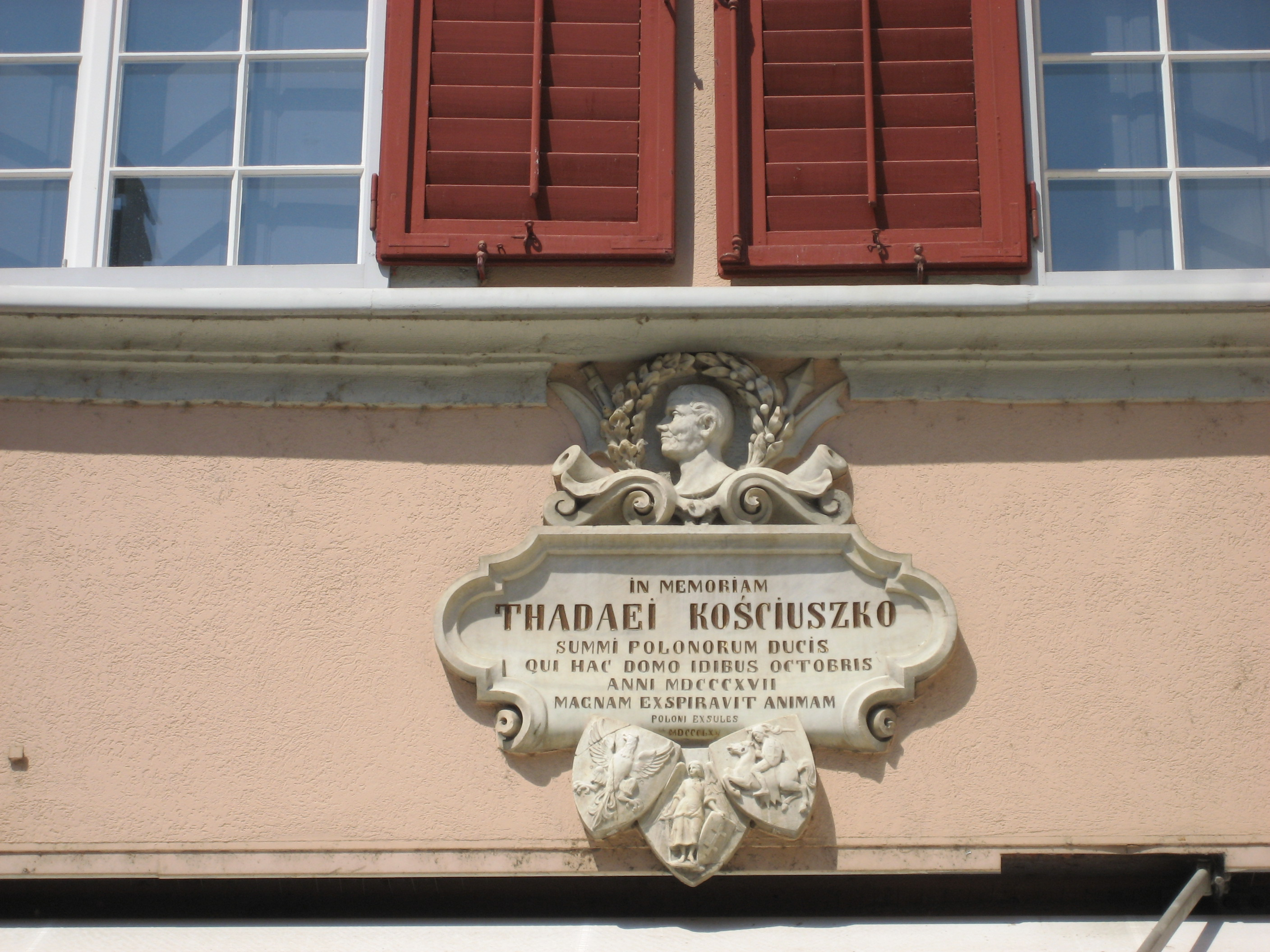
Tablica upamiętniająca Tadeusza Kościuszkę na ścianie jego domu w Solurze

### Do 1918 roku
- Tadeusz Kościuszko
- Ignacy Jan Paderewski
- Antoni Patek
- Władysław Plater
- Henryk Sienkiewicz
- Stefan Żeromski
- Gabriel Narutowicz

### Po 1945 roku
- Jerzy Gorgoń
- Ryszard Komornicki
- Zdzisław Pręgowski
- Dariusz Skrzypczak
- Jerzy Stempowski
- Marcin Grochowina

## Galeria

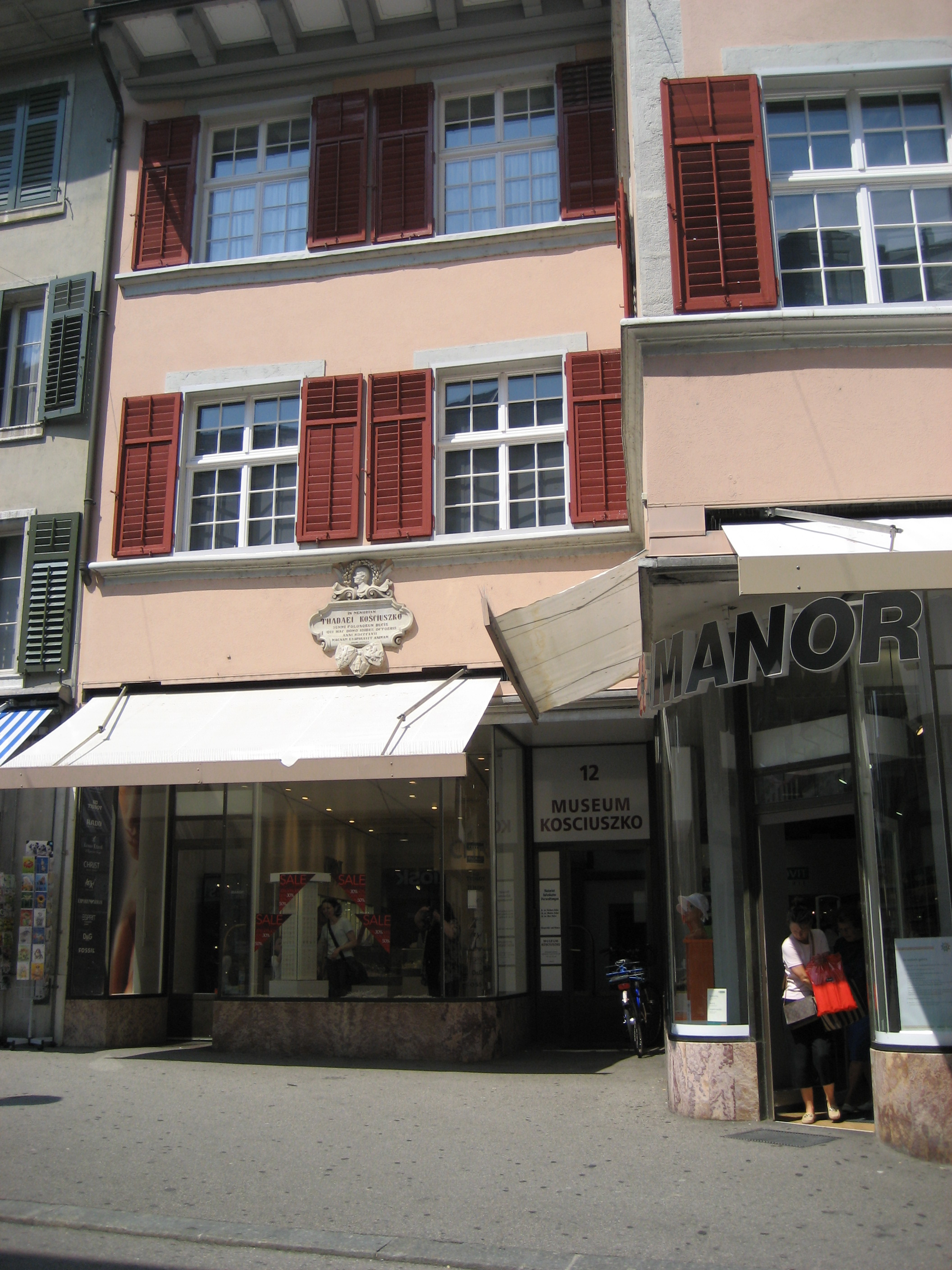
Dom Tadeusza Kościuszki w Solurze, współcześnie Muzeum Kościuszki
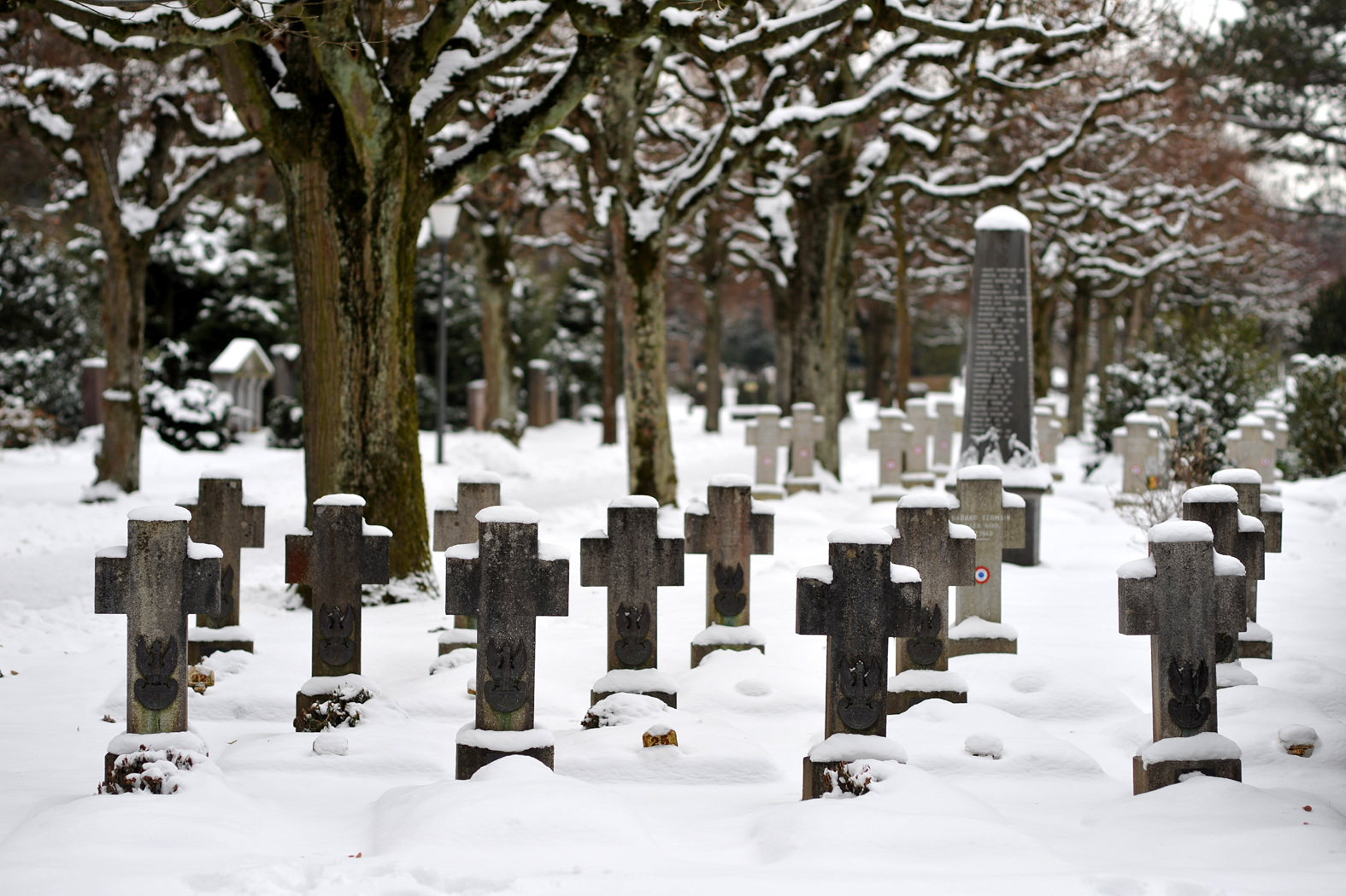
Kwatera 2 Dywizji Strzelców Pieszych na cmentarzu Bremgartenfriedhof(inne języki) w Bernie
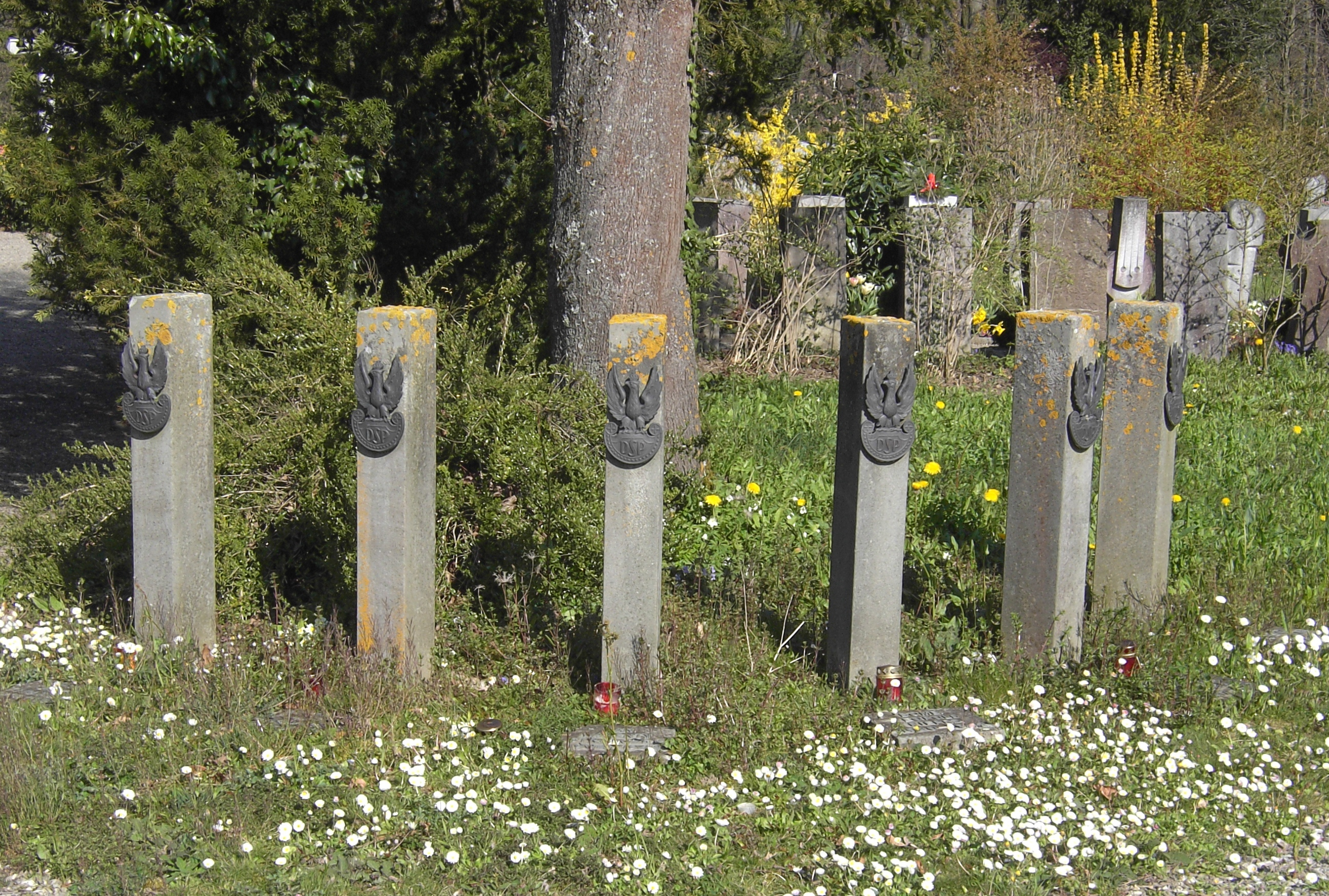
Cmentarz 2 Dywizji Strzelców Pieszych w Gebenstorf
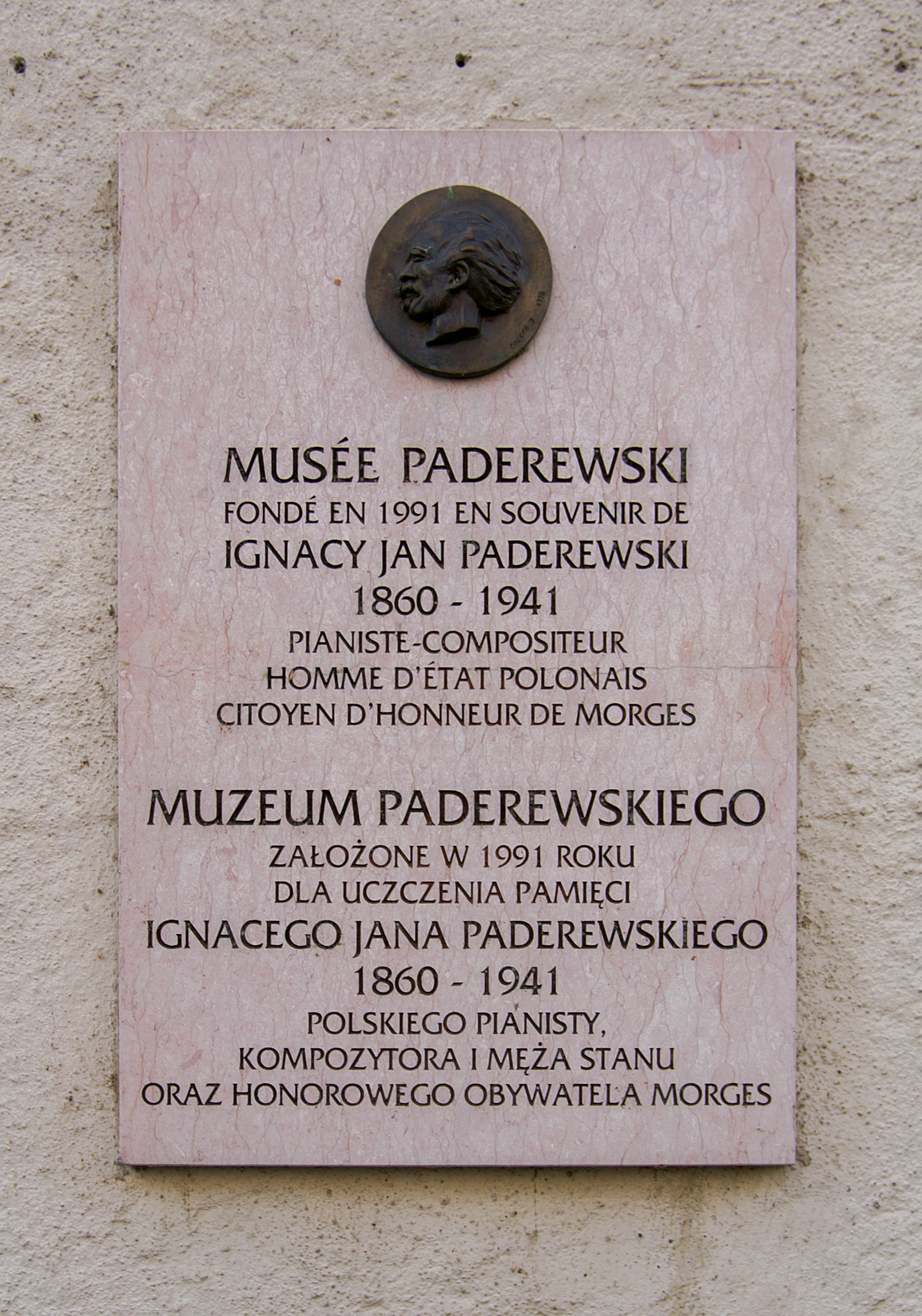
Dwujęzyczna (francusko-polska) tablica na ścianie Muzeum Paderewskiego w Morges
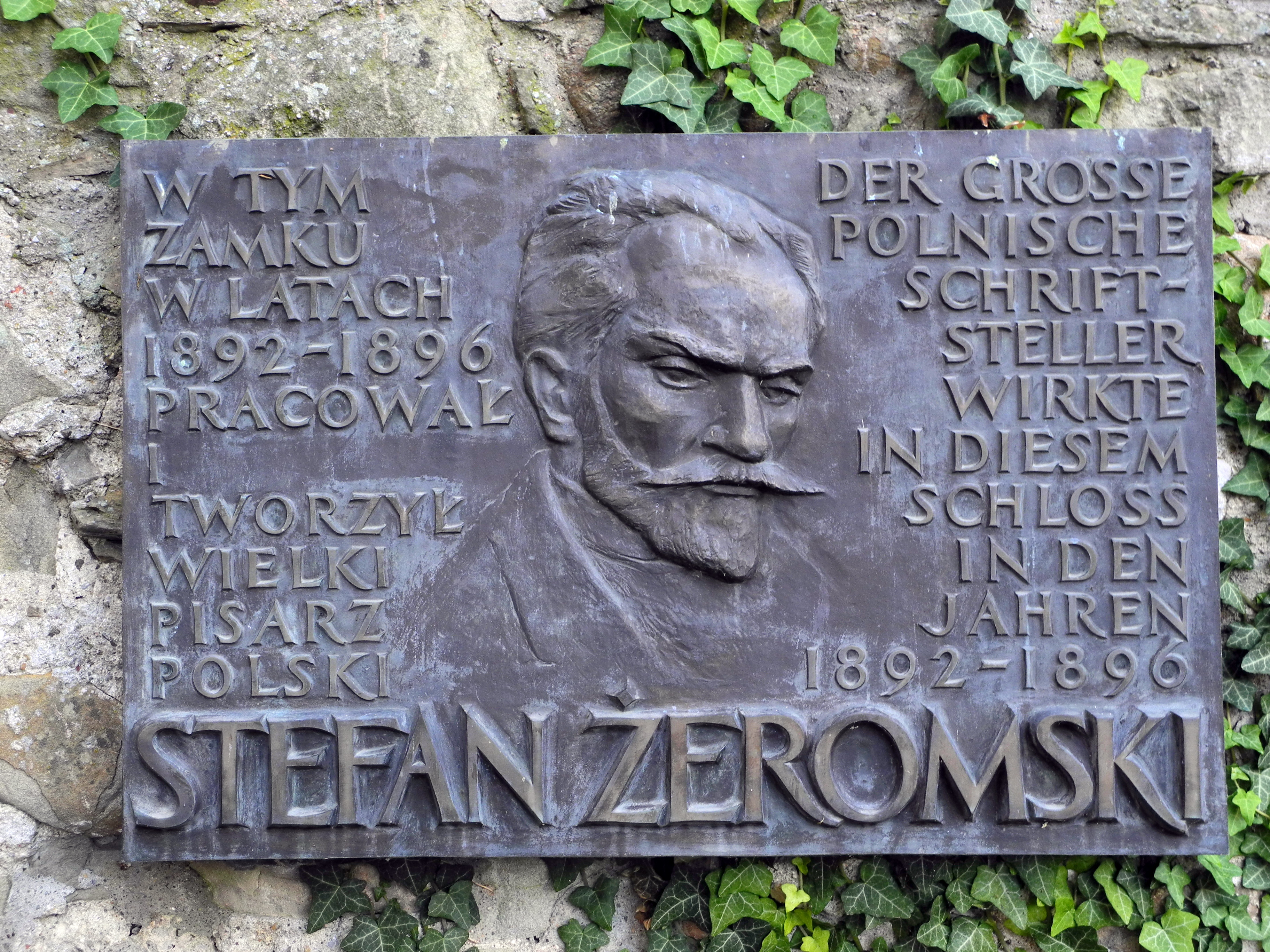
Tablica upamiętniająca pobyt Stefana Żeromskiego w Rapperswilu